# 쿠파체

쿠파체 아랍 문자

쿠파체(아랍어: خط كوفي)는 다양한 아랍 문자와 옛 나바테아 문자의 완화된 한 형태로 구성된 오래된 이슬람식 서체 형태를 말한다. 이라크 나자프주의 도시인 쿠파에서 유래한 이름이다. 이슬람이 출현했던 시기에, 이러한 형태의 서체는 이미 아라비아 반도의 다양한 지역에서 사용되고 있었다.

## 쓰임새

이라크의 국기
이란의 국기

## 같이 보기
- 남아랍 문자